# Onverzadigde verbinding
Een onverzadigde verbinding is een verbinding waarin tussen twee koolstof-atomen van het molecuul geen sprake is van een enkelvoudige C-C binding maar van een dubbele {\displaystyle {\ce {(\ C=C\ )}}} of drievoudige C-C binding {\displaystyle {\ce {(\ C\equiv C\ )}}}. Hierbij zijn de twee betrokken C-atomen niet door één elektronenpaar gebonden, maar door twee of drie elektronenparen. Wanneer een molecule alleen enkelvoudige (dus {\displaystyle {\ce {(\ C-C\ )}}} bindingen bevat dan is er sprake van een verzadigde verbinding. "Verzadiging" slaat dan ook op het verzadigd zijn van alle koolstofatomen. Als gevolg van de onverzadigde binding kunnen er minder zijgroepen aan de C=C of C≡C binding zitten. Vergelijk het hieronder beschreven etheen bijvoorbeeld met het verzadigde ethaan: {\displaystyle {\ce {H3C-CH3}}}.

## Voorbeelden
De eenvoudigste onverzadigde verbindingen zijn de alkenen:
- etheen {\displaystyle {\ce {H2C=CH2}}}
- propeen {\displaystyle {\ce {H2C=CH-CH3}}}

Alkynen zijn onverzadigde koolwaterstoffen waarin ten minste één paar koolstofatomen verbonden is door een drievoudige binding, bijvoorbeeld {\displaystyle {\ce {HC\equiv CH}}} (ethyn).
Alkadienen zijn onverzadigde koolwaterstoffen met twee dubbele bindingen, bijvoorbeeld {\displaystyle {\ce {H2C=CH-HC=CH2}}} (1,3-butadieen).

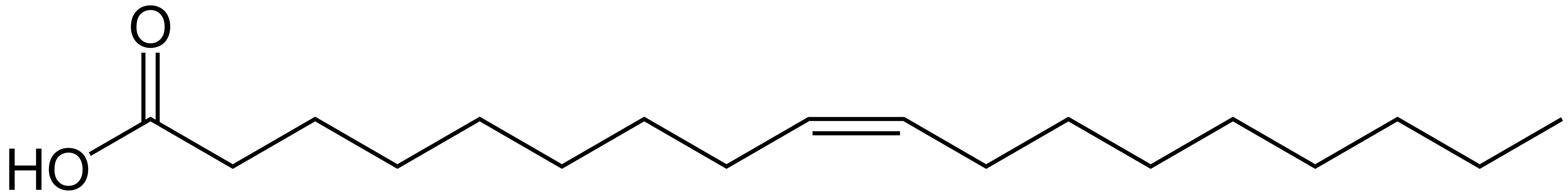
Structuurformule van oliezuur

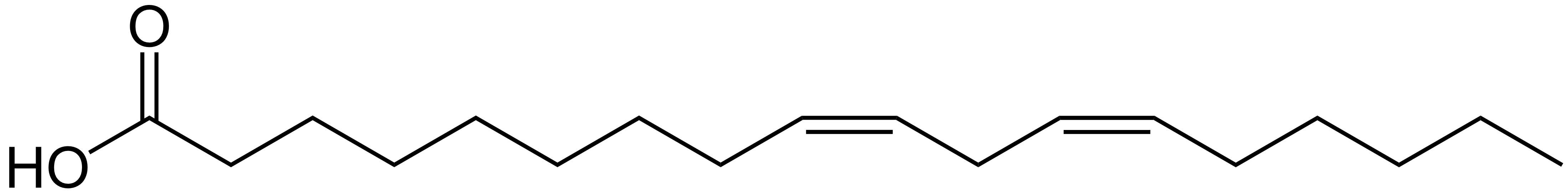
Structuurformule van linolzuur

Onverzadigde verbindingen komen veel voor in de organische chemie, bijvoorbeeld bij vetzuren.
Oliezuur is een onverzadigd vetzuur en wel een enkelvoudig onverzadigd vetzuur. Het heeft één dubbele binding in de lange koolstofketen.
Linolzuur is een tweevoudig onverzadigd vetzuur. Het heeft twee dubbele bindingen in de lange koolstofketen.